# Leander edwardsi
Leander edwardsi is een garnalensoort uit de familie van de Palaemonidae.